# Voneshta Voda
Voneshta Voda (en bulgare : вонеща вода) est un village et une station de balnéothérapie de Bulgarie.
Très fameuse pour ses eaux minérales[réf. souhaitée], elle se trouve dans l'obchtina de Veliko Tarnovo, à proximité d’une vallée où coulent les rivières Bistritsa et Raykovska.

## Géographie
Situé au pied des Balkans, à plus de 580 m du niveau de la mer, Voneshta Voda est au carrefour du Sud et du Nord de la Bulgarie. Il se trouve à une trentaine de kilomètres de la ville de Veliko Tarnovo.

## Histoire
Voneshta Voda est réputée pour ses sources minérales, auxquelles on prête des facultés curatives, et qui représentent une importante source pour le Spa. 
Le nom bulgare de la ville signifie "Eaux Puantes" en référence à une odeur "d’œuf pourri" dégagée par l'eau de source chargée en sulfure d'hydrogène qui a des propriétés curatives.
C’est la ville de naissance du révolutionnaire Filip Totyu, dont la maison a été transformée en musée.